# Dorothy Stang
La germana Dorothy Mae Stang (Dayton, Ohio; 7 de juliol de 1931 - Anapu, Pará; 12 de febrer de 2005) va néixer als Estats Units, i va ser un membre de la Congregació de les Germanes de Nostra Senyora de Namur, al Brasil. Va ser assassinada a Anapu, una ciutat de l'estat de Pará, a la conca amazònica de Brasil. Stang havia estat molt franca en els seus esforços en favor dels pobres i el medi ambient, i havia rebut amenaces de mort per part de la indústria fustera i dels propietaris de les terres. S'està duent a terme la causa de canonització com a màrtir i model de santedat per la Congregació per a les Causes dels Sants.